# شعب بران
شعب بران يقع في مدينة نجران في الجهة الجنوبية الغربية من المملكة العربية السعودية.

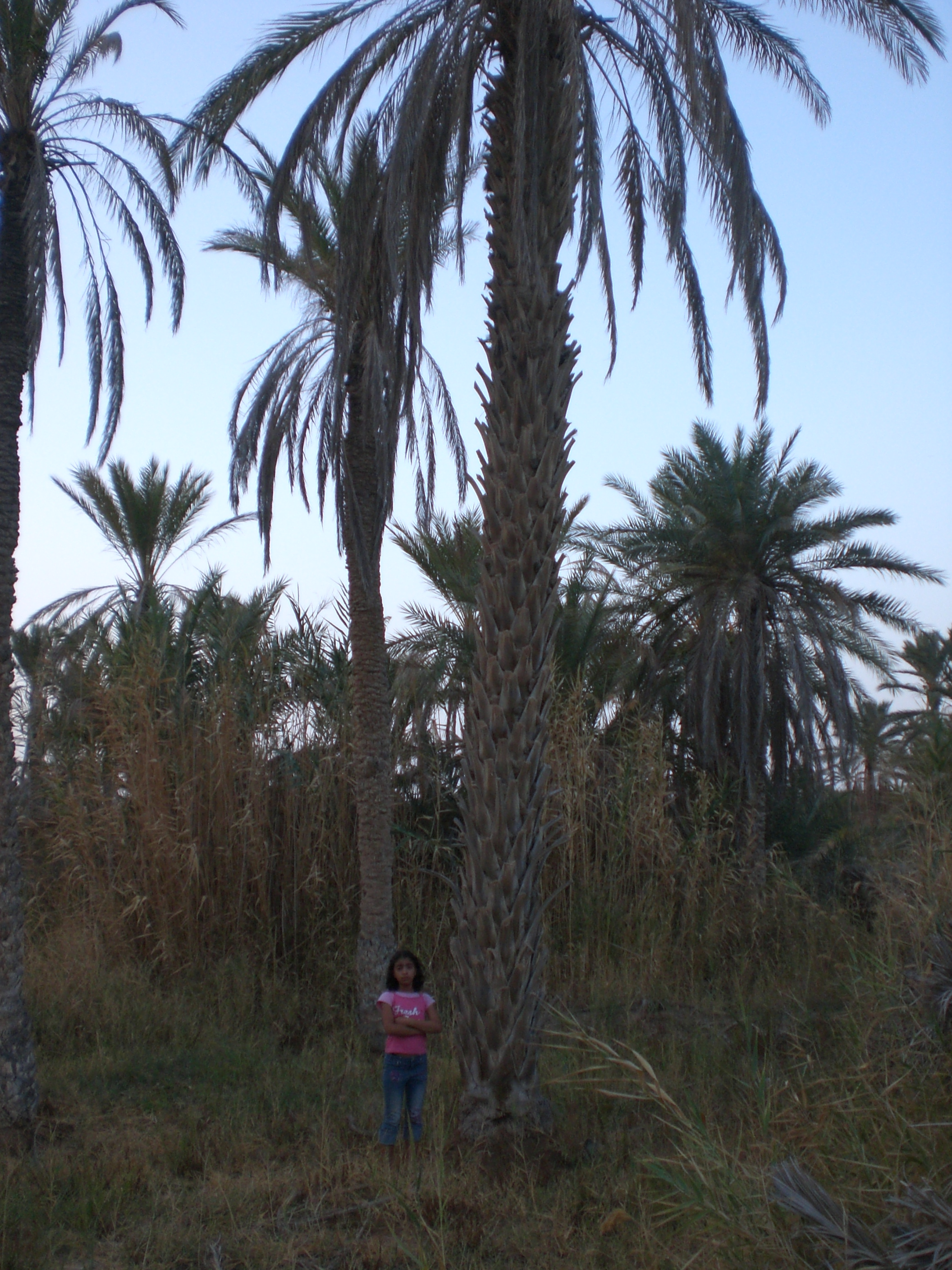
طفله بجانب نخله

## العائلات الموجودة في شعب بران
آل حمد بن طارش -آل خضير - ال سمره -آل عبيده ...الخ، ويسود القرية جو من المحبة والتألف بين جميع العائلات.

## العمارة التقليدية والحديثة في شعب بران
يحتوي شعب بران على نماذح راقية من العمران تنتمي لعمارة تقليدية متوارثة، والتي تعتمد على ما توفره الطبيعة من حجارة وطين وجذوع النخل، مما شجع اهلها على الاحتفاظ بذكريات اجدادهم. لكن البلدة من ناحية أُخرى تحوي مجموعة مبان حديثة من تصاميم رائعة والتي يتبارى سكان البلدة الميسورين في إشادتها. حيث أن مدخل البلدة أيضا يظهر روعة الطبيعة الذي يُمتع العين ويسر الخاطر.